# Amtsgericht Labiau

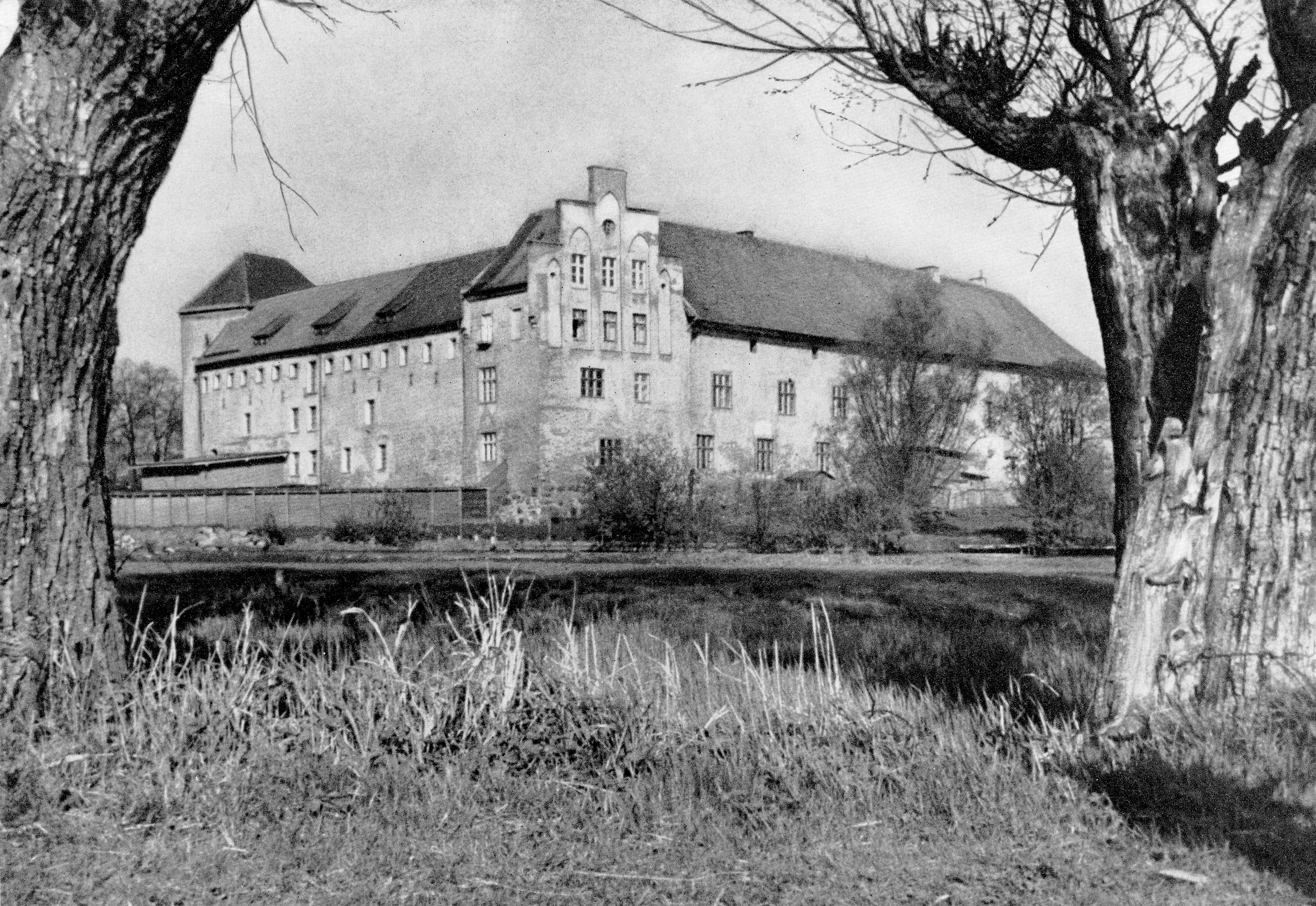
Burg Labiau, Sitz des Gerichtes (1914)

Das Amtsgericht Labiau war ein preußisches Amtsgericht mit Sitz in Labiau, Ostpreußen.

## Geschichte
Das königlich preußische Amtsgericht Labiau wurde mit Wirkung zum 1. Oktober 1879 als eines von acht Amtsgerichten im Bezirk des Landgerichtes Königsberg im Bezirk des Oberlandesgerichtes Königsberg gebildet. Der Sitz des Gerichtes war Labiau. Aufgehoben wurde das Kreisgericht Labiau. Sein Gerichtsbezirk umfasste den Kreis Labiau ohne den Teil, der dem Amtsgericht Mehlauken zugeordnet war. Am Gericht bestanden 1888 drei Richterstellen. Das Amtsgericht war damit ein mittelgroßes Amtsgericht im Landgerichtsbezirk. Gerichtstage wurden in Groß-Baum und Caymen gehalten.
Im Jahre 1945 wurden der Amtsgerichtsbezirk unter sowjetische Verwaltung gestellt und die deutschen Einwohner vertrieben. Damit endete auch die Geschichte des Amtsgerichtes Labiau.